# 오이즈미촌 (미에현)
오이즈미촌(大泉村)은 미에현 이나베군에 있던 촌이다. 현재의 이나베시 동부에 해당한다.

## 역사
- 1889년 4월 1일 - 정촌제 시행에 의해 이나베군 오이즈미촌이 성립하였다.
- 1941년 2월 11일 - 가사다촌, 오이즈미하라촌과 합병해 이나베정이 성립하여, 동일 오이즈미촌은 폐지되었다.

## 교통

### 철도
- 미에교통
  - 호쿠세이선 (현 산기 철도 호쿠세이선)

## 참고문헌
- 角川日本地名大辞典 24 三重県